# Международный день культуры

Символ Pax Cultura; эмблема Знамени Мира

Всеобщий день культуры под Знаменем Мира (англ. The Universal Day of Culture under the Banner of Peace), также известный как Всемирный (или Международный) день культуры (англ. World Day of Culture), ежегодно отмечается 15 апреля во многих странах мира с 1998 года по инициативе Международной лиги защиты культуры в целях содействия защите культуры, Пакту Рериха и Знамени Мира.

## История
Всемирный день культуры предложил отмечать автор «Пакта Рериха» — русский художник Николай Рерих. В нескольких статьях и письмах, написанных в 1931—1935 годах, он говорил о Всемирном дне культуры как о дне «когда во всех храмах, во всех школах и образовательных обществах одновременно, просвещённо напомнят об истинных сокровищах человечества, о творящем героическом энтузиазме, об улучшении и украшении жизни». В своём «Приветствии конференции в Брюгге в 1931 году» Рерих определил Всемирный день культуры как день, который «должен быть посвящён полному признанию всех национальных и всеобщих сокровищ культуры». По замыслу Рериха, торжества должны были проходить во всех школах и учебных заведениях. В 1933 году в своей «Молитве о мире и культуре» Рерих включает в этот список и храмы и уточняет, что в этот день «мир напомнит об истинных сокровищах человечества, о творческом героическом энтузиазме, об улучшении и приумножении жизни». 15 апреля 1935 года, когда в Вашингтоне был подписан «Пакт Рериха», Рерих назвал «памятным днём» и «знаменательной датой», что впоследствии привело к тому, что 15 апреля стало считаться Всемирным днем культуры.
В 1998 году общественная организация Международная лига защиты культуры, учреждённая двумя годами ранее Международным центром Рерихов выступила с инициативой отмечать день подписания Пакта как Международный день культуры. В 2008 году ряд общественных организаций России, Италии, Испании, Аргентины, Мексики, Кубы, Латвии и Литвы создали Международное движение за утверждение 15 апреля Всемирным днем культуры под Знаменем Мира (англ. The International Movement for the affirmation of April 15 as Universal Day of Culture, IMAUDC). По состоянию на 2014 год Движение объединяло 40 организаций из 14 стран и 25 000 человек.
В 2006 году Литва стала первой в мире страной, в которой Всемирный день культуры отмечается на государственном уровне.